# Simon and Garfunkel's Greatest Hits
Simon and Garfunkel's Greatest Hits (Grandes éxitos de Simon y Garfunkel en español) es el primer recopilatorio del duo de folk estadounidense Simon and Garfunkel, publicado después de su separación en 1970. El álbum fue lanzado el 14 de junio de 1972, por el sello Columbia Records.
Contiene los temas más exitosos del duo, lanzados entre 1964 y 1969, y cuatro temas en vivo grabados en 1972.
Fue elegido en el 2003 como el álbum número 293, de la lista de los 500 mejores álbumes de todos los tiempos, de la revista Rolling Stone, pero eliminado en la revisión de 2012.

## Contexto

### Antecedentes
Simon and Garfunkel se separaron oficialmente a mediados de 1970 luego de varios problemas internos, entre ellos la falta de interés de Simon por Garfunkel, quien se sentía poco apreciado dentro del duo. La separación se hizo oficial luego de la gira del exitoso álbum de 1970 Bridge Over Trouble Water.
En 1972, dos años después de su separación y sin haber grabado juntos ni lanzado material nuevo desde entonces, Paul Simon y Art Garfunkel decidieron unirse para lanzar un álbum recopilatorio. Para el álbum planearon incluir temas en vivo. 
El motivo del lanzamiento fue la actuación benéfica en favor del candidato demócrata a la presidencia, el entonces senador George McGovern, aprovechando la oportunidad para lanzar un álbum recopilatorio con temas extrídos del recital, en lugar de lanzar el álbum para que coincidiera con el show, como lo habían planeado en un principio. Simon y Garfunkel apoyaban a McGovern por la postura de éste a favor de la salida de tropas de Vietnam, además de que era caristmático para la juventud de la época, y era el contendiente del presidente Richard Nixon, quien era pro Vietnam.
El recital se hizo el 14 de junio de 1972 en el Madison Square Garden, de Nueva York.
Finalmente McGovern fue derrotado por Nixon, y los músicos terminaron más distanciados que antes.

### Producción
Para la realización del álbum, se remezclaron algunos temas de estudio como Mrs. Robinson y se incluyeron cuatro temas en vivo del recital del Madison Square Garden.

## Lanzamiento y recepción
El álbum llegó al 5 puesto en las listas estadounidenses, impulsado por la nostalgia de sus fanáticos y las buenas ventas que aún registraban sus discos.

## Legado
El álbum fue incluido en la lista de los 500 mejores álbumes de todos los tiempos de la revista Rolling Stone, junto a los otros álbumes del duo, Parsley, Sage, Rosemary and Thyme de 1966, Bookends de 1968 y Bridge Over Trouble Water, su antecesor de 1970; ocupando el puesto 293. Sin embargo el álbum fue removido de la lista en la revisión del 2012 para darle paso a The College Dropout de Kanye West, siendo White Light / White Heat de The Velvet Underground, quien ocupó su lugar.